# Мурманские инициативы
Мурманские инициативы — внешнеполитические предложения Генерального секретаря ЦК КПСС М. С. Горбачёва, сделанные 1 октября 1987 года в Мурманске. Мурманские инициативы послужили прологом сотрудничества в Баренцевом/Евроарктическом регионе.
Инициативами предполагалось:
- создание безъядерной зоны в Северной Европе;
- ограничение военно-морской активности в прилегающих к Северной Европе морях;
- мирное сотрудничество по рациональному освоению ресурсов Севера и Арктики;
- научное изучение Арктики;
- охрана окружающей среды Севера;
- открытие Северного морского пути.

Мурманские инициативы получили положительные отзывы за рубежом. Реализованы частично.